# The Moxy Show
The Moxy Show (también conocido como The Moxy Pirate Show y The Moxy and Flea Show, y en Hispanoamérica como El show de Moxy) es una serie animada de antología estadounidense producida por Turner Productions para Cartoon Network. El programa se transmitió el 26 de noviembre de 1993, originalmente como The Moxy Pirate Show, y consistía de caricaturas clásicas divididas por intersticios animados en 3D destacando a Moxy y Pulga, respectivamente un perro y una pulga. La serie se transmitió en Cartoon Network desde el 26 de noviembre de 1993 hasta el 9 de noviembre de 1995, donde su final fue el episodio piloto de The Moxy and Flea Show. Las retransmisiones duraron hasta el 1 de abril de 2000. Es considerada la primera serie original en Cartoon Network, pero debido a su estilo de producción, Fantasma del Espacio de costa a costa es considerada la primera serie completamente producida por Cartoon Network.

## Producción
La serie fue originalmente llamada The Moxy Pirate Show y solo presentaba a Moxy. En 1994, el compañero de Moxy, Pulga, fue añadido a la serie y la serie fue renombrada simplemente como The Moxy Show, y en 1995, fue renombrada otra vez a The Moxy and Flea Show con cambios mayores por un simple episodio piloto:
- El diseño de Moxy cambió mucho. Al contrario de vestir su camisa amarilla usual con pantalones a cuadros rojos/negros, y zapatillas de deporte en blanco y negro intercambiadas; ambos de los cuales se parecen a la semejanza del logo tradicional de cuadros de Cartoon Network, es visto vistiendo una camisa a rayas verde/negra con mangas más largas y jeans negros, completos con zapatillas deportivas sin colores intercambiados, las cuales parecen aquellas de Converse All-Stars. Además, sus ojos se hicieron mucho más pequeños, con ojos verde heterocromático (izquierdo) y celeste (derecho) completos con pupilas, considerando que eran previamente roja (izquierda) y azul oscuro (derecha). Sus pelos amarillos y pecas desaparecieron en su nuevo diseño, su nariz cambió de color morado a negro, y su piel cambió a una tonada más oscura de naranja.
- El diseño de Pulga fue cambiado solo ligeramente. Pulga llevaba un fez azul en lugar de un gorro de propulsión, su altura creció muchísimo haciéndolo la mitad de alto que Moxy, y el comediante Chris Rock reemplazó al ilusionista Penn Jillette como la voz del personaje. También, su color de ojos cambió de azul y amarillo a solo ojos amarillos con pupilas rojas.
- La secuencia de apertura cambió un montón, presentando una nueva canción compuesta por Ben Friedman, a Moxy y Pulga bailando con nuevos movimientos y ellos no hablan en absoluto (aunque en una parte, Moxy dice "Vamos!").
- No hay grabación preexistente de caricatura ya que el piloto entero de 17 minutos es completamente animación original.

El piloto no probó lo suficientemente bien para permitir que se produzcan más episodios, como lo revela Frank Gresham, que trabajó en el piloto. Las retransmisiones fueron supuestamente eliminadas completamente el 1 de abril del 2000, el mismo día en el que la mayoría de programación clásica fue movida a Boomerang, excepto por este programa.
El Moxy CGI es considerada la primera caricatura en tiempo real, aunque solo transmitida en vivo a través del "Great International Toon-In". Un titiritero con un aparato de captura de movimiento actuaba los movimientos de Moxy, mientras que Goldthwait proporcionaba la voz, y un técnico controlaba las expresiones faciales.
El programa es considerado una serie de televisión perdida ya que nunca fue encontrada por nadie porque nunca fue elegida por Boomerang y nunca fue emitida en ningún medio del hogar.
Esta es la única serie original de Cartoon Network animada con animación por computadora, como todos los demás programas con CGI son programación animada adquirida y no originales de Cartoon Network con la excepción de coproducciones. Es también el primer programa de CN en ser animado con Animación, convirtiendo a The Moxy Show en la primera serie original de Cartoon Network en tener un híbrido de diferentes estilos de animación (Courage the Cowardly Dog sería la segunda, y The Grim Adventures of Billy & Mandy, Chowder y The Amazing World of Gumball le siguen). El show es también el primero en usar material de archivo de series clásicas (el segundo es Fantasma del Espacio de costa a costa, la segunda serie de CN en ser emitida).
Aunque esta es la única serie original de Cartoon Network producida y animada en los Estados Unidos con animación por computadora, la segunda serie original de Cartoon Network animada con animación por computadora fue la primera serie original europea del canal, Sparx*, producida por Sparx Animation Studios, quienes originalmente produjeron Rolie Polie Olie para Disney Channel.
A día de hoy, solo algunos clips, además de varios segmentos del "Great International Toon-In", una transmisión en español de la era de Moxy Show, una transmisión en español de la era de Moxy Pirate Show, un VHS promocional que contiene el piloto de la era de Moxy Show y el único episodio de la era de Moxy and Flea Show son actualmente existentes.
También hubo un cómic en línea de CartoonNetwork.com titulado "What Ever Happened to Moxy" (¿Qué le pasó a Moxy?) que puede haber terminado la historia, pero solo el primer panel de la misma es actualmente visible para el público.
Moxy hizo cameos breves en el episodio de OK K.O.! Let's Be Heroes "Crossover Nexus", junto con otros personajes de series animadas originales de Cartoon Network.

## Personajes

### Moxy
Moxy (con la voz de Bobcat Goldthwait imitando a Cheech Marin) es un perro animado en 3D al que le gustaba pasar el tiempo haciendo el tonto y divirtiéndose con su compañero, Pulga, y también tiene un interés amoroso en Meloy de Josie and the Pussycats. Aunque nunca llegó muy lejos en la industria de los dibujos animados, y normalmente hacía audiciones para varios papeles en la cadena sin hacer una llamada, se le dio la oportunidad de trabajar como conserje en Cartoon Network, y normalmente "interfería la señal" una vez a la semana durante los días en que volaba solo antes de que se introdujera Pulga.
Su primera aparición en televisión fue durante los segmentos comerciales en vivo que se transmitieron simultáneamente durante una transmisión de dibujos animados multicanal en tres de las principales redes propiedad de Turner en ese momento: TNT, TBS y Cartoon Network. Su eslogan es un sonido de labios que aletea, ladrando y un sonido de pedo, diciendo que se lo acaba de inventar.

### Pulga
Pulga (con la voz de Penn Jillette y Chris Rock) es el compañero de Moxy, que disfrutaba pasando tiempo y viendo la televisión con Moxy. Ayuda a un rey mono a conseguir un nuevo peinado para ocultar su piel calva y hacer que se eleve a través de la fama. En "Abducted", se ha revelado que tiene una tarjeta, y su nombre era "Flealonius A. Flea".

## Episodios

### La era de The Moxy Show
| N.º en serie | N.º en temp. | Título       | Fecha de emisión original |
| --- | ------------ | ------------ | ------------------------- |
| 1 | 1            | «Televisión» | 6 de noviembre de 1994    |
| Moxy tiene la oportunidad de protagonizar un episodio de "Los Picapiedra", pero al final es eliminado por completo del episodio. |              |              |                           |

### La era de The Moxy and Flea Show
| N.º en serie                                                                           | N.º en temp. | Título     | Fecha de emisión original |
| -------------------------------------------------------------------------------------- | ------------ | ---------- | ------------------------- |
| 1                                                                                      | 1            | «Abducted» | 9 de noviembre de 1995    |
| Mientras conducían por la carretera, Moxy y Pulga son secuestrados por extraterestres. |              |            |                           |